# Eaux-Claires (Grenoble)
Pour l’article homonyme, voir Eaux Claires.
Eaux-Claires est un quartier de Grenoble situé à l'ouest de la ville, dans son secteur no 3. 
Ce quartier est limitrophe de trois autres quartiers grenoblois, celui des Grands boulevards, au Nord, celui de Mistral-Bachelard, au Sud et celui de Capuche, à l'Est. Son nom lui a été attribué en raison de la présence de petites ruisseaux très limpides qui traversaient ce secteur avant son urbanisation.

## Géographie et organisation
Ce quartier, situé à l'ouest du territoire communal, est contenu dans un quadrilatère dont la bordure Nord correspond au boulevard Joseph Vallier, la bordure Ouest au torrent du Drac et la voie autoroutière de l'A480, la bordure Est par le cours Jean Jaurés et la bordure Sud moins nettement marquée correspond à la partie septentrionale des quartiers Mistral, le quartier du Rondeau, étant situé plus au sud.
Il s'agit d'un quartier très urbanisé et résidentiel composé essentiellement de grands immeubles d'habitations et de maisons individuelles.

## Histoire
Le nom de ce quartier est lié à l'existence d'un ruisseau aux eaux limpides, issu d'infiltrations du lit du Drac. Ce cours d'eau traversait tout le quartier puis allait se jeter ensuite dans l'Isère au niveau du quai de la Graille en amont de la porte de France.
Ce quartier appartenait initialement à la commune de Seyssins et a été rattaché tardivement à la commune de Grenoble en 1862. Entre 1925 et 1943, la destruction des remparts Sud, rapidement remplacés par les « grands boulevards » entraina le développement du quartier.

## Accès
Par la route
Le quartier est longé dans sa partie occidentale par l'autoroute A480 qui constitue la rocade ouest de Grenoble et borde la rivière Drac. Une bretelle reliant cette voie rapide est située à proximité immédiate de la partie Nord-Ouest de ce quartier.
- *  3 : Grenoble-centre

Par les transports publics
Ce quartier est desservi directement par une ligne de tramway (la ligne C, bien que très proche ne traverse pas le quartier mais celui des Grands boulevards) et deux lignes de bus :
- E : arrêt Alliés et Louise Michel
- 25 : arrêt Alliés et Louise Michel
- C5 : arrêt Vallier-Catane, Rhin-et-Danube, Lys Rouge et Henri Dunant;
- 12 : arrêts Champs-Élysées, Salengro et Henri Dunant.

## Bâtiments principaux
- Le lycée des Eaux-Claires

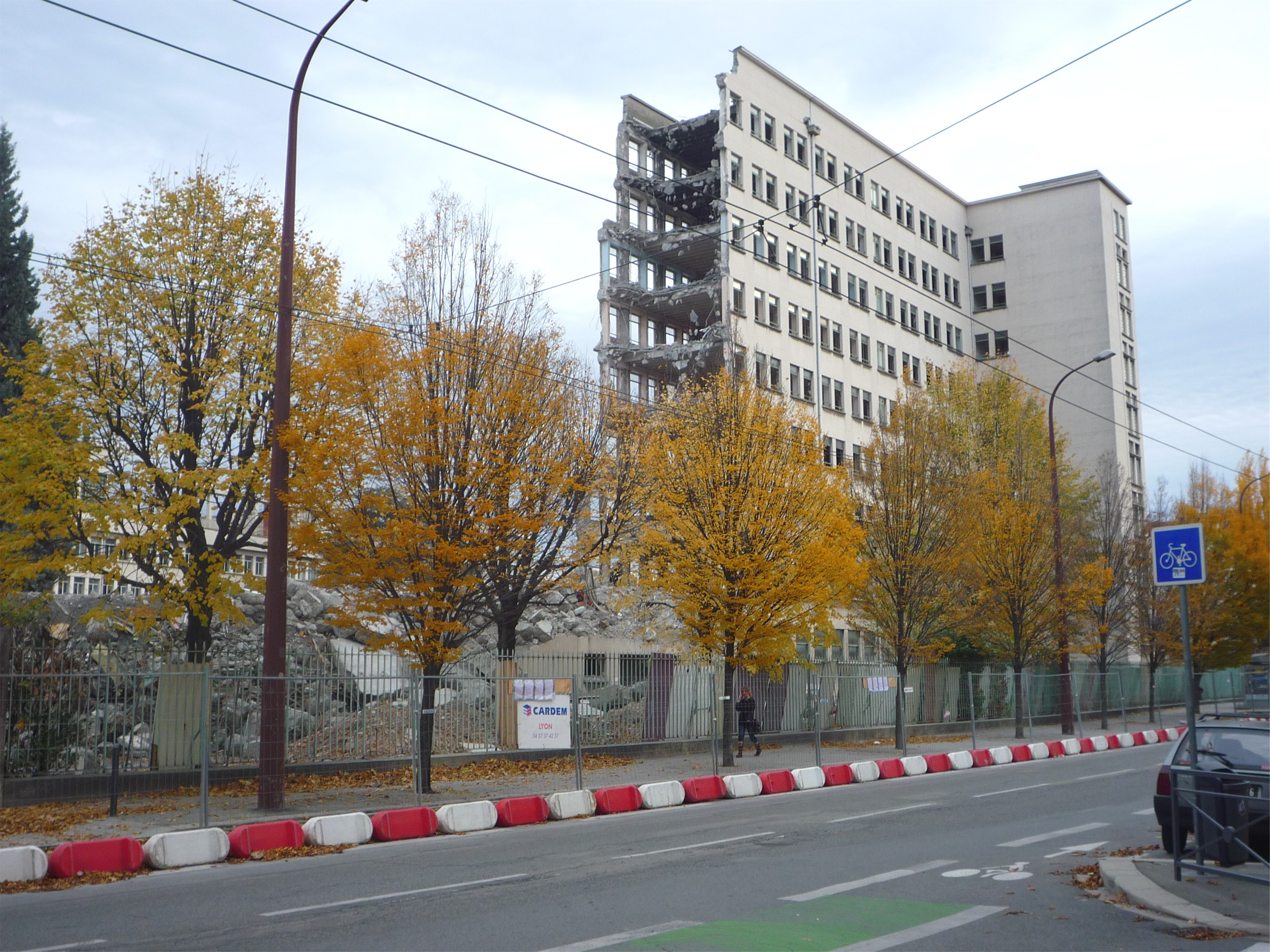
Démolition de l'internat du lycée des Eaux claires à Grenoble.

Il s'agit d'un lycée général et technologique portant le nom du quartier, fait assez rare dans une grande ville. Son effectif, lors de la rentrée 2018-2019, est de 1 251 élèves avec une section en internat.
Considéré comme vétuste, le lycée a bénéficié d’une importante réhabilitation avec la reconstruction de ses bâtiments par tranches successives entre 2008 et 2013 réalisée alors par la région Rhône-Alpes.